# Grand Prix San Marino 1981
Grand Prix San Marino 1981 (oryg. Gran Premio di San Marino) – czwarta runda Mistrzostw Świata Formuły 1 w sezonie 1981, która odbyła się 3 maja 1981, po raz pierwszy na torze Imola.
1. Grand Prix San Marino, pierwsze zaliczane do Mistrzostw Świata Formuły 1.

## Wyścig
| Legenda oznaczeń w tabelach wyników Wyświetl szablon na nowej stronie | Legenda oznaczeń w tabelach wyników Wyświetl szablon na nowej stronie                                                                     |
| Oznaczenie                                                            | Wyjaśnienie |
| --------------------------------------------------------------------- | --- |
| Złoty                                                                 | Zwycięzca lub mistrzostwo |
| Srebrny                                                               | 2. miejsce lub wicemistrzostwo |
| Brązowy                                                               | 3. miejsce lub II wicemistrzostwo |
| Zielony                                                               | Ukończył, punktował (w klasyfikacji generalnej, gdy zdobył co najmniej jeden punkt na przestrzeni sezonu, poza trzema powyższymi opcjami) |
| Niebieski                                                             | Ukończył, nie punktował (w klasyfikacji generalnej, gdy nie zdobył co najmniej jednego punktu na przestrzeni sezonu)                      |
| Czerwony                                                              | Nie zakwalifikował się (NZ) |
| Czerwony                                                              | Nie prekwalifikował się (NPK) |
| Różowy                                                                | Nie ukończył (NU) |
| Różowy                                                                | Niesklasyfikowany (NS) (w klasyfikacji generalnej, gdy nie został sklasyfikowany w żadnym wyścigu sezonu)                                 |
| Czarny                                                                | Zdyskwalifikowany (DK) |
| Czarny                                                                | Wykluczony (WYK/EX) |
| Biały                                                                 | Nie wystartował (NW) |
| Biały                                                                 | Kontuzjowany (K/INJ) |
| Biały                                                                 | Wyścig odwołany (OD/C) |
| Bez koloru                                                            | Został wycofany (WYC/WD) |
| Bez koloru                                                            | Nie przybył (NP/DNA) |
| Bez koloru                                                            | Nie brał udziału w treningach (NT/DNP) |
| Bez koloru                                                            | Nie został zgłoszony (–) |
| Pogrubienie                                                           | Start z pole position |
| Kursywa                                                               | Najszybsze okrążenie wyścigu |
| †                                                                     | Nie ukończył, ale jego rezultat został zaliczony ze względu na przejechanie więcej niż 90% dystansu wyścigu.                              |
| *                                                                     | Sezon w trakcie |
| 1/2/3                                                                 | Punktowana pozycja w sprincie kwalifikacyjnym                                                                                             |
| Lista systemów punktacji Formuły 1                                    | |

| P | + / – | Nr | Kierowca         | Konstruktor       | Opony | Okr. | Czas / Strata | Komentarz |
| - | ----- | -- | ---------------- | ----------------- | ----- | ---- | ------------- | --------- |
| 1 |       | 5  | Nelson Piquet    | Brabham-Cosworth  | M     | 60   | 1h51:23.970   |           |
| 2 |       | 1  | Riccardo Patrese | Arrows-Cosworth   | M     | 60   | +0:04.580     |           |
| 3 |       | 4  | Carlos Reutemann | Williams-Cosworth | M     | 60   | +0:06.340     |           |
| P | + / – | Nr | Kierowca         | Konstruktor       | Opony | Okr. | Czas / Strata | Komentarz |